# Paul Zinsli
Paul Zinsli est un professeur de langue allemande spécialiste de la littérature et culture suisse alémanique, né à Coire le 30 avril 1906 et mort à Berne le 11 septembre 2001.

## Biographie
Paul Zinsli a étudié jusqu'au baccalauréat à l'école cantonale de Coire. Il poursuit des études de langue et de littérature allemandes ainsi que l'histoire de l'art et l'archéologie à l'université de Zurich de 1926 à 1934. Parmi ses professeurs prestigieux se trouvent Manfred Szadrowsky (de), Albert Bachmann (en), Wilhelm Wiget (de), Emil Ermatinger (de), Konrad Escher, Hans Lehmannet Heinrich Wölfflin. Il obtient son doctorat en 1934.
Paul Zinsli enseigne au Lycée de Bienne de 1936 à 1946 et participe à la Commission de nomenclature cantonale (KNK) de Berne dès 1943. 
L'année suivante, il succède à Heinrich Baumgartner (de) comme maître de conférences à l'École de formation des enseignants de l'Université de Berne. 
En 1946, il est professeur agrégé et rejoint en 1951 la chaire occupée auparavant par Walter Henzen. Au bout d'un an il est nommé professeur de langue, de littérature et de folklore de la Suisse alémanique. 
Paul Zinsli a deux passions l'expression orale ou écrite et la peinture. 

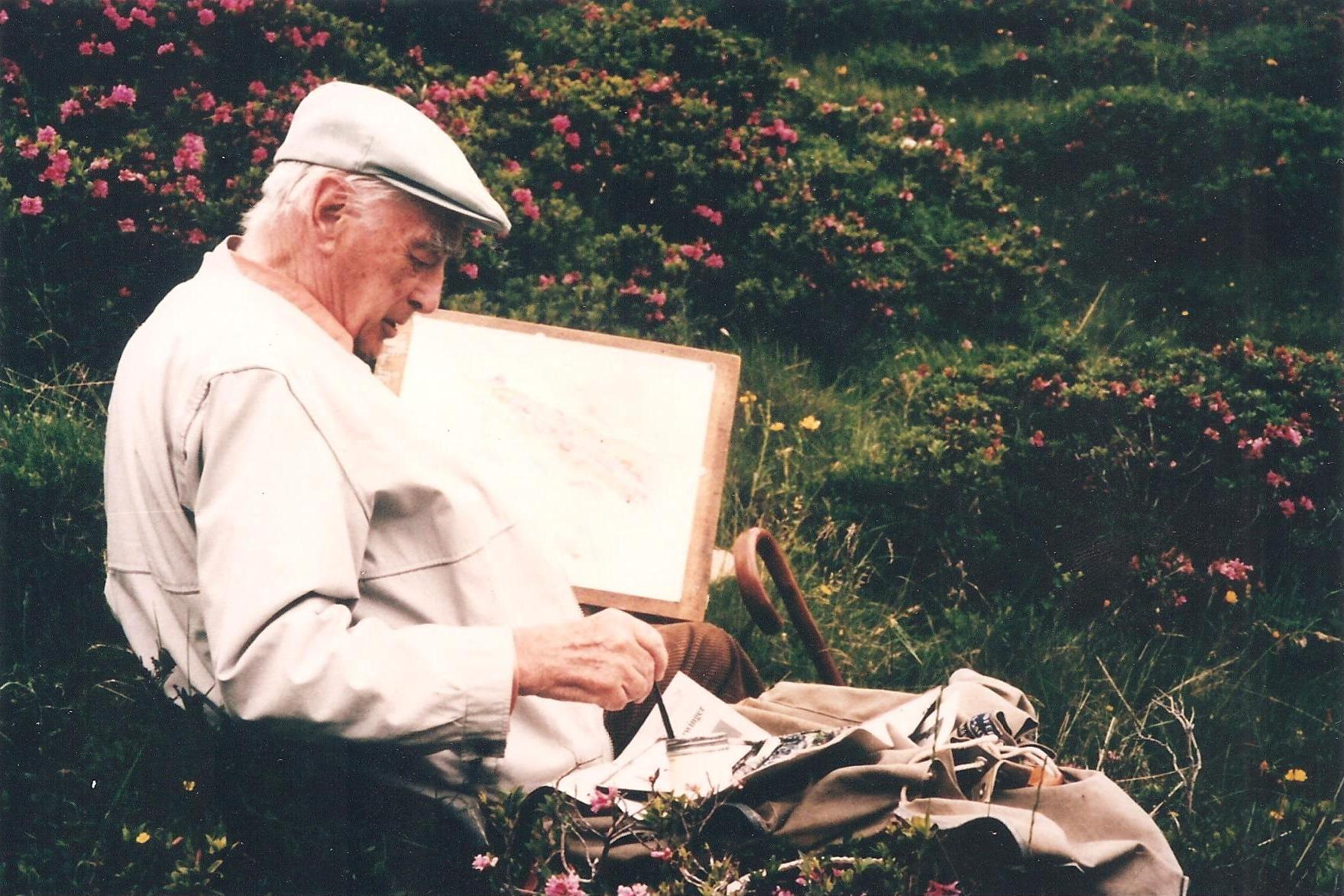
Docteur Paul Zinsli dans sa deuxième forme d'expression : la peinture

## Travaux de recherche
Ses principales recherches concernent l'onomastique notamment sur les noms de lieux dans le canton de Berne et du Haut-Valais.
Paul Zinsli est un spécialiste du peuple walser qui a migré sur plusieurs siècles depuis la vallée supérieure du Rhône sur toutes les hauteurs des Alpes dans toutes les directions nord, est, ouest et sud.
Ces recherches sont reprises dans le dictionnaire des noms de lieux du canton de Berne et a servi à l'élaboration de l'Atlas linguistique de la Suisse allemande.
Il a également repris et publié les ouvrages et lettres de l'artiste, réformateur et homme d'état Niklaus Manuel.

## Prix
- 1971 Prix de littérature de la ville de Berne
- 1971 Prix Mozart de la Fondation JW Goethe Innsbruck
- 1978 Prix culturel du canton des grisons
- 1987 Docteur honoris causa de l'ETH Zürich

## Publications
- (de) Walser Volkstum in der Schweiz, in Voralberg, liechenstein und Piemont. erbe, Dasein, Wesen., Huber & Co. Frauenfeld und Stuttgart, 1968, 557 p. (ISBN 3-905342-05-7)
- Ortsnamenbuch des Kantons Bern (alter Kantonsteil) (= BENB; als Mitherausgeber der ersten drei Teile). Francke, Bern 1976/1987/2008
- Südwalser Namengut. Die deutschen Orts- und Flurnamen der ennetbirgischen Walsersiedlungen in Bosco-Gurin und im Piemont. Stämpfli, Bern 1984,  (ISBN 3-7272-9895-2)
- Der Malerpoet Hans Ardüser. Eine volkstümliche Doppelbegabung um die Wende des 16. Jahrhunderts. Terra Grischuna, Chur 1986
- Sprachspuren. Calven, Chur 1998,  (ISBN 3-905261-17-0)
- Niklaus Manuel: Werke und Briefe. Vollständige Neuedition (hg. mit Thomas Hengartner). Stämpfli, Bern 1999,  (ISBN 3-7272-9910-X)